# Slowakije op de Olympische Zomerspelen 1996
Slowakije nam deel aan de Olympische Zomerspelen 1996 in Atlanta, Verenigde Staten. Het was de eerste deelname voor het Midden-Europese land als zelfstandige natie. 

## Medailleoverzicht
| Sport       | Olympiër            | Onderdeel              | Medaille |
| ----------- | ------------------- | ---------------------- | -------- |
| Kanovaren   | Michal Martikán     | C-1 slalom (m)         | Goud     |
| Kanovaren   | Slavomír Kňazovický | C-1 500m (m)           | Zilver   |
| Schietsport | Jozef Gönci         | 50m geweer liggend (m) | Brons    |

## Deelnemers en resultaten

### Atletiek
| Olympiër           | Onderdeel              | Resultaat | Prestatie                                                                      |
| ------------------ | ---------------------- | --------- | ------------------------------------------------------------------------------ |
| Štefan Balošák     | 400m (m)               | 14e       | serie 1: 3de in 45,86 kwartfinale 2: 4de in 45,32 halve finale 1: 6de in 45,59 |
| Miroslav Vanko     | 5000m (m)              | 14e       | serie 1: 3de in 45,86 kwartfinale 2: 4de in 45,32 halve finale 1: 6de in 45,59 |
| Róbert Štefko      | 10000m (m)             | 28e       | serie 1: 14de in 29.03,80                                                      |
| Miroslav Vanko     | 10000m (m)             | 33e       | serie 2: 18de in 29.17,53                                                      |
| Igor Kováč         | 110m horden (m)        | 25e       | serie 1: 1ste in 13,62 kwartfinale 3: 7de in 13,70                             |
| Jozef Kucej        | 400m horden (m)        | 39e       | serie 4: 6de in 50,31                                                          |
| Pavol Blažek       | 20km snelwandelen (m)  | 46e       | 1:29.41                                                                        |
| Igor Kollár        | 20km snelwandelen (m)  | DSQ       | gediskwalificeerd                                                              |
| Róbert Valíček     | 20km snelwandelen (m)  | 38e       | 1:27.27                                                                        |
| Štefan Malík       | 50km snelwandelen (m)  | 21e       | 3:58.40                                                                        |
| Roman Mrázek       | 50km snelwandelen (m)  | 20e       | 3:58.20                                                                        |
| Peter Tichý        | 50km snelwandelen (m)  | 32e       | 4:10.55                                                                        |
| Jaroslav Žitňanský | discuswerpen (m)       | 38e       | kwalificatie groep A: 20ste met 51,50m                                         |
|                    |                        |           |                                                                                |
| Galina Čisťakovová | verspringen (v)        | 22e       | kwalificatie groep B: 7de met 6,33m                                            |
| Galina Čisťakovová | hink-stap-springen (v) | 14e       | kwalificatie groep A: 7de met 14,14m                                           |
| Alica Javadová     | hoogspringen (v)       | 24e       | kwalificatie groep B: 15de met 1,85m                                           |

### Boksen
| Olympiër       | Onderdeel | Resultaat | Prestatie                                           |
| -------------- | --------- | --------- | --------------------------------------------------- |
| Peter Baláž    | -48kg (m) | 17e       | 1ste ronde: V van INA Masara: 3-13                  |
| Gabriel Križan | -54kg (m) | 9e        | 1ste ronde: vrij 2de ronde: V van FRA Bouaita: 6-13 |

### Gewichtheffen
| Olympiër       | Onderdeel | Resultaat | Prestatie                                                          |
| -------------- | --------- | --------- | ------------------------------------------------------------------ |
| Rudolf Lukáč   | -70kg (m) | 20e       | trekken: 20ste met 135kg stoten: 20ste met 167,5kg totaal: 302,5kg |
| Martin Tešovič | -91kg (m) | 10e       | trekken: 17de met 162,5kg stoten: 6de met 210kg totaal: 372,5kg    |
| Jaroslav Jokeľ | -99kg (m) | 16e       | trekken: 16de met 160kg stoten: 16de met 192,5kg totaal: 352,5kg   |

### Gymnastiek
| Olympiër       | Onderdeel                | Resultaat | Prestatie |
| -------------- | ------------------------ | --------- | --- |
| Klaudia Kinská | individuele meerkamp (v) | 70e       | kwalificatie: 70ste balk: 85ste met 16,925 punten brug: 85ste met 17,687 punten sprong: 89ste met 18,062 punten vloer: 88ste met 17,874 punten totaal: 70,548 punten |

### Judo
| Olympiër       | Onderdeel | Resultaat | Prestatie                                                                    |
| -------------- | --------- | --------- | ---------------------------------------------------------------------------- |
| Marek Matuszek | -60kg (m) | 17e       | 1ste ronde: vrij 2de ronde: V van FRA Chambilly: waza-ari                    |
| Semir Pepic    | -95kg (m) | 17e       | 1ste ronde: W van KUW Bu Sakher: ippon 2de ronde: V van HUN Gowing: waza-ari |

### Kanovaren
| Olympiër                  | Onderdeel     | Resultaat | Prestatie |
| Slalom                    | Slalom        | Slalom    | Slalom |
| ------------------------- | ------------- | --------- | --- |
| Michal Martikán           | C-1 (m)       | Goud      | run 1: 6de in 160,88 run 2: 1ste in 151,03                                                                       |
| Juraj Minčík              | C-1 (m)       | 15e       | run 1: 20ste in 182,60 run 2: 10de met 166,45                                                                    |
| Ľuboš Šoška Peter Šoška   | C-2 (m)       | 10e       | run 1: 7de in 184,70 run 2: 9de in 175,38                                                                        |
| Roman Štrb Roman Vajs     | C-2 (m)       | 13e       | run 1: 10de in 194,40 run 2: 13de in 200,67                                                                      |
| Peter Nagy                | K-1 (m)       | 13e       | run 1: 36ste in 211,54 run 2: 7de in 148,35                                                                      |
| Miroslav Stanovský        | K-1 (m)       | 10e       | run 1: 24ste in 165,17 run 2: 6de in 146,59                                                                      |
|                           |               |           | |
| Gabriela Broskov          | K-1 (m)       | 5e        | run 1: 17de in 230,67 run 2: 5de in 172,57                                                                       |
| Elena Kalisk              | K-1 (m)       | 19e       | run 1: 16de in 229,85 run 2: 13de in 190,45                                                                      |
| Vlakwater                 |               |           | |
| Slavomír Kňazovický       | C-1 500m (m)  | Zilver    | serie 1: 2de in 1.52,971 finale: 2de in 1.50,510                                                                 |
| Ján Kubica                | C-1 1000m (m) | 14e       | serie 1: 7de in 4.33,810 halve finale 1: 4de in 4.22,773                                                         |
| Csaba Orosz Peter Páleš   | C-2 500m (m)  | 8e        | serie 2: 4de in 1.45,893 herkansingen: 2de in 1.47,965 halve finale 1: 5de in 1.43,757 finale: 8ste in 1.44,116  |
| Csaba Orosz Peter Páleš   | C-2 1000m (m) | 7e        | serie 1: 3de in 4.12,789 halve finale 2: 2de in 3.44,628 finale: 7de in 3.36,938                                 |
| Róbert Erban              | K-1 500m (m)  | 8e        | serie 1: 5de in 1.43,563 herkansingen: 1ste in 1.43,184 halve finale 1: 4de in 1.41,425 finale: 8ste in 1.40,407 |
| Róbert Erban              | K-1 1000m (m) | 12e       | serie 2: 4de in 3.48,956 herkansingen: 1ste in 4.01,917 halve finale 2: 5de in 3.46,633                          |
| Juraj Kadnár Attila Szabó | K-2 1000m (m) | 11e       | serie 1: 6de in 3.49,026 herkansingen: 2de in 3.34,436 halve finale 1: 6de in 3.20,904                           |

### Roeien
| Olympiër                  | Onderdeel       | Resultaat | Prestatie |
| ------------------------- | --------------- | --------- | --- |
| Ondrej Hambálek Ján Žiška | dubbel-twee (m) | 11e       | serie 1: 4de in 6.55,87 herkansingen: 2de in 6.53,54 halve finale 1: 6de in 6.55,73 finale B: 5de in 6.26,51 |

### Schietsport
| Olympiër        | Onderdeel                  | Resultaat | Prestatie                                                                              |
| --------------- | -------------------------- | --------- | -------------------------------------------------------------------------------------- |
| Jozef Gönci     | 10m luchtgeweer (m)        | 28e       | kwalificatie: 28ste met 584 punten (95-98-99-99-96-97)                                 |
| Jozef Gönci     | 50m geweer 3 houdingen (m) | 5e        | kwalificatie: 7de met 1166 punten (393-391-382) finale: 5de met 1267,7 punten          |
| Jozef Gönci     | 50m geweer liggend (m)     | Brons     | kwalificatie: 2de met 599 punten (99-100-100-100-100-100) finale: 3de met 701,9 punten |
| Ján Fabo        | 50m pistool (m)            | 20e       | kwalificatie: 20ste met 556 punten (89-93-94-99-91-90)                                 |
| Ján Fabo        | 10m luchtpistool (m)       | 44e       | kwalificatie: 44ste met 569 punten (91-95-95-93-98-97)                                 |
| Vladimír Slamka | trap (m)                   | 6e        | kwalificatie: 5de met 122 punten (24-25-25-24-24) finale: 6de met 145 punten           |
| Vladimír Slamka | dubbeltrap (m)             | 25e       | kwalificatie: 25ste met 126 punten (41-44-41)                                          |

### Tafeltennis
| Olympiër           | Onderdeel     | Resultaat | Prestatie                                                                |
| ------------------ | ------------- | --------- | ------------------------------------------------------------------------ |
| Valentina Popovová | enkelspel (v) | 33e       | groep D: 3de W van CHI Olate: 2-0 V van CHN Liu: 1-2 V van USA Feng: 0-2 |

### Tennis
| Olympiër                         | Onderdeel      | Resultaat | Prestatie                                                                              |
| -------------------------------- | -------------- | --------- | -------------------------------------------------------------------------------------- |
| Ján Krošlák                      | enkelspel (m)  | 33e       | 1ste ronde: V van USA Washington: 3-6, 6-7                                             |
| Karol Kučera                     | enkelspel (m)  | 17e       | 1ste ronde: W van UZB Tomashevich: 6-3, 2-6, 6-0 2de ronde: V van USA Agassi: 4-6, 4-6 |
| Ján Krošlák Karol Kučera         | dubbelspel (m) | 17e       | 1ste ronde: V van GBR Broad/Henman: 3-6, 3-6                                           |
|                                  |                |           |                                                                                        |
| Karina Habšudová                 | enkelspel (v)  | 9e        | 1ste ronde: W van INA Basuki: 6-3, 6-3 2de ronde: W van BEL Courtois: 7-5, 6-2         |
| Katarína Studeníková             | enkelspel (v)  | 33e       | 1ste ronde: V van JPN Sugiyama: 2-6, 3-6                                               |
| Radomíra Zrubáková               | enkelspel (v)  | 17e       | 1ste ronde: W van CAN Nejedly: 6-3, 6-2 2de ronde: V van ESP Martínez: 1-6, 4-6        |
| Karina Habšudová Radka Zrubáková | dubbelspel (v) | 17e       | 1ste ronde: V van SUI Hingis/Schnyder: 6-3, 4-6, 2-6                                   |

### Wielersport
| Olympiër        | Onderdeel        | Resultaat | Prestatie |
| Baan            | Baan             | Baan      | Baan |
| --------------- | ---------------- | --------- | --- |
| Peter Bazálik   | sprint (m)       | 16e       | kwalificatie: 20ste in 10,837 1ste ronde: V van GER Pokorny herkansingen: W van RSA van Zyl: 11,222 2de ronde: V van CAN Harnett herkansingen: 3de   |
| Martin Hrbáček  | sprint (m)       | 16e       | kwalificatie: 16de in 10,693 1ste ronde: V van LAT Bērziņš herkansingen: W van ITA Capitano: 11,076 2de ronde: V van USA Nothstein herkansingen: 3de |
| Moutainbike     |                  |           | |
| Peter Hric      | mannen           | 30e       | 2:46.22 |
|                 |                  |           | |
| Lenka Ilavská   | vrouwen          | 21e       | 2:04.14 |
| Eva Orvošová    | vrouwen          | 9e        | 1:57.56 |
| Weg             |                  |           | |
| Milan Dvorščík  | tijdrit (m)      | 34e       | 1:12.54 |
| Miroslav Lipták | tijdrit (m)      | 31e       | 1:12.28 |
| Milan Dvorščík  | wegwedstrijd (m) | 59e       | 4:56.46 |
| Miroslav Lipták | wegwedstrijd (m) | DNF       | niet gefinisht |
| Róbert Nagy     | wegwedstrijd (m) | DNF       | niet gefinisht |
| Ján Valach      | wegwedstrijd (m) | 68e       | 4:56.48 |
| Pavol Zaduban   | wegwedstrijd (m) | 114e      | 5:05.38 |
| Weg             |                  |           | |
| Lenka Ilavská   | tijdrit (v)      | 17e       | 39.57 |
| Lenka Ilavská   | wegwedstrijd (v) | 24e       | 2:37.06 |
| Eva Orvošová    | wegwedstrijd (v) | 27e       | 2:37.06 |

### Worstelen
| Olympiër        | Onderdeel   | Resultaat   | Prestatie |
| Vrije stijl     | Vrije stijl | Vrije stijl | Vrije stijl |
| --------------- | ----------- | ----------- | --- |
| Roman Kollár    | -52kg (m)   | 13e         | 1ste ronde: V van JPN Sasayama: 0-3 herkansingen: W van CUB Varela: 3-1 herkansingen 2: V van CAN Woodcroft: 1-3 |
| Radion Kertanti | -74kg (m)   | 15e         | 1ste ronde: W van TUR Ceylan: 3-1 2de ronde: V van USA Monday: 1-3 herkansingen 2: V van MDA Peicov: 0-3 |
| Jozef Lohyňa    | -90kg (m)   | 4e          | 1ste ronde: W van JPN Kawai: 3-0 2de ronde: W van MGL Gantogtokh: 3-1 kwartfinale: W van KOR Kim: 3-0 halve finale: V van RUS Khadartsev: 1-3 herkansingen 5: W van NGR Kodei: 4-0 bronzen finale: V van GEO Kurtanidze: 0-3 |
| Milan Mazáč     | -100kg (m)  | 15e         | 1ste ronde: V van KGZ Aleksandrov: 1-3 herkansingen: V van MGL Sumiyaabazar: 1-3 |

### Zeilen
| Olympiër                      | Onderdeel   | Resultaat | Prestatie                                        |
| ----------------------------- | ----------- | --------- | ------------------------------------------------ |
| Patrik Pollák                 | mistral (m) | 27e       | 155,0 punten: (19-23-25-19-29-16-35-25-28)       |
| Marek Valášek                 | finn (m)    | 25e       | 148,0 punten: (5-17-26-28-27-6-23-20-25-26)      |
| Jaroslav Ferianec Igor Karvaš | 470 (m)     | 32e       | 254,0 punten: (28-36-31-31-29-20-34-29-23-31-32) |

### Zwemmen
| Olympiër          | Onderdeel           | Resultaat | Prestatie                                             |
| ----------------- | ------------------- | --------- | ----------------------------------------------------- |
| Miroslav Machovič | 100m rugslag (m)    | 34e       | serie 3: 3de in 57,78                                 |
| Miroslav Machovič | 200m rugslag (m)    | 19e       | serie 3: 3de in 2.04,15 (NR)                          |
|                   |                     |           |                                                       |
| Martina Moravcová | 100m vrije slag (v) | 15e       | serie 6: 6de in 56,20 finale B: 7de in 56,47          |
| Martina Moravcová | 200m vrije slag (v) | 9e        | serie 4: 2de in 2.00,99 finale B: 1ste in 2.00,96     |
| Martina Moravcová | 400m vrije slag (v) | 27e       | serie 3: 8ste in 4.22,10                              |
| Natália Kodajová  | 100m schoolslag (v) | 37e       | serie 2: 4de in 1.14,24 (NR)                          |
| Natália Kodajová  | 200m schoolslag (v) | 38e       | serie 2: 6de in 2.45,21                               |
| Martina Moravcová | 200m wisselslag (v) | 13e       | serie 4: 3de in 2.16,50 (NR) finale B: 5de in 2.17,40 |

Afghanistan · Albanië · Algerije · Amerikaanse Maagdeneilanden · Amerikaans-Samoa · Andorra · Angola · Antigua‑Barbuda · Argentinië · Armenië · Aruba · Australië · Azerbeidzjan · Bahama's · Bahrein · Bangladesh · Barbados · België · Belize · Benin · Bermuda · Bhutan · Bolivia · Bosnië en Herzegovina · Botswana · Brazilië · Britse Maagdeneilanden · Brunei · Bulgarije · Burkina Faso · Burundi · Cambodja · Canada · Centraal-Afrikaanse Republiek · Chili · China · Chinees Taipei · Colombia · Comoren · Congo-Brazzaville · Cookeilanden · Costa Rica · Cuba · Cyprus · Denemarken · Djibouti · Dominica · Dominicaanse Republiek · Duitsland · Ecuador · Egypte · El Salvador · Equatoriaal-Guinea · Estland · Ethiopië · Fiji · Filipijnen · Finland · Frankrijk · Gabon · Gambia · Georgië · Ghana · Grenada · Griekenland · Groot-Brittannië · Guam · Guatemala · Guinee · Guinee-Bissau · Guyana · Haïti · Honduras · Hongarije · Hongkong · Ierland · IJsland · India · Indonesië · Irak · Iran · Israël · Italië · Ivoorkust · Jamaica · Japan · Jemen · Joegoslavië · Jordanië · Kaaimaneilanden · Kaapverdië · Kameroen · Kazachstan · Kenia · Kirgizië · Koeweit · Kroatië · Laos · Lesotho · Letland · Libanon · Liberia · Libië · Liechtenstein · Litouwen · Luxemburg ·  Macedonië · Madagaskar · Malawi · Malediven · Maleisië · Mali · Malta · Marokko · Mauritanië · Mauritius · Mexico · Moldavië · Monaco · Mongolië · Mozambique · Myanmar · Namibië · Nauru · Nederland · Nederlandse Antillen · Nepal · Nicaragua · Nieuw-Zeeland · Niger · Nigeria · Noord-Korea · Noorwegen · Oeganda · Oekraïne · Oezbekistan · Oman · Oostenrijk · Pakistan · Palestina · Panama · Papoea-Nieuw-Guinea · Paraguay · Peru · Polen · Portugal · Puerto Rico · Qatar · Roemenië · Rusland · Rwanda · Saint Kitts en Nevis · Saint Lucia · Saint Vincent en Grenadines · Salomonseilanden · Samoa · San Marino · Sao Tomé en Principe · Saoedi-Arabië · Senegal · Seychellen · Sierra Leone · Singapore · Slovenië · Slowakije · Soedan · Somalië · Spanje · Sri Lanka · Suriname · Swaziland · Syrië · Tadzjikistan · Tanzania · Thailand · Togo · Tonga · Trinidad en Tobago · Tsjaad · Tsjechië · Tunesië · Turkije · Turkmenistan · Uruguay · Vanuatu · Venezuela · Verenigde Arabische Emiraten · Verenigde Staten · Vietnam · Wit-Rusland · Zaïre · Zambia · Zimbabwe · Zuid-Afrika · Zuid-Korea · Zweden · Zwitserland